# Jiří Prskavec starší
Jiří Prskavec starší (* 2. května 1972 Jablonec nad Nisou) je bývalý český vodní slalomář, kajakář závodící v kategorii K1.
V roce 1995 získal na mistrovství světa bronzovou medaili v individuálním závodě, roku 1999 rovněž bronz v závodě hlídek. Z evropských šampionátů si přivezl v roce 1998 stříbrnou medaili ze závodu družstev. Dvakrát startoval na letních olympijských hrách, v Atlantě 1996 dojel jako devatenáctý, v Sydney 2000 skončil na 13. místě.
V roce 2024 působil jako šéftrenér reprezentačního týmu A ve vodním slalomu.
Je ženatý s kajakářkou Marcelou Prskavcovou, rozenou Kubričanovou, se kterou má syna Jiřího, rovněž kajakáře.